# Loalwa Braz
Loalwa Braz (Rio de Janeiro, Jacarepaguá, 1953. június 3. – Saquarema, 2017. január 19.) brazil énekes, dalszerző. Az 1989-ben világsikert aratott Lambada dal énekese a Kaoma együttes tagjaként.

## Élete
Apja zenész, zenekarvezető volt, anyja zongoraművész. Négy éves korában kezdett el zongorázni, 13 évesen énekelni tanulni. 1985-től Párizsban, majd Genfben élt. 2010-ben tért vissza végleg Brazíliába.
Legnagyobb sikerét 1989-ben a Kaoma együttes énekeseként a Lambada című dallal érte el, amelyet kislemezen 25 millió példányban adtak el világon. A dalt négy nyelven énekelte: portugálul, angolul, franciául és spanyolul.
2017. január 19-én gyilkosság áldozata lett. Elszenesedett holttestét egy kiégett autóban találták meg az út mellett. Az elsődleges vizsgálatok rablógyilkosságra utaló nyomokat találtak. A rendőrség három embert vett őrizetbe, akiket a gyilkosság elkövetésével gyanúsítottak, köztük Loalwa egyik alkalmazottját, aki a gyilkosság idején már két hete dolgozott az énekesnő tulajdonában álló fogadóban.
Gyilkosait 2018. január 8-án ítélték el: a rablást kitervelő és a gyilkosságot is elkövető, Braznál gondnoki állásban dolgozó Wallace de Paula Vierát 37 év börtönre, két cinkostársát pedig, Gabriel Ferreira dos Santost 28, míg Lucas Silva de Limát 22 évre ítélték.

## Diszkográfia
szólóban
- Brésil (1989)
- Recomeçar (2003)
- Ensolarado (2011)

a Kaomával
- Worldbeat (1989)
- Tribal-Pursuit (1991)
- A La Media Noche (1998)